# Edmund Brydges (2e baron Chandos)
Edmund Brydges, 2e baron Chandos (avant 1522 – 11 mars 1573) est un homme politique et un pair anglais. Il est chevalier de la Jarretière, baron Chandos, Lord Lieutenant du Gloucestershire et Vice-Amiral de Gloucestershire.

## Biographie
Il est le fils aîné et héritier de John Brydges, 1er baron de Chandos de Sudeley Manor, dans le Gloucestershire, et Elizabeth Grey, fille d'Edmund Grey, 9e Lord Grey de Wilton. Il devient baron le 12 avril 1557, à la mort de son père.
Il sert au sein de l'armée anglaise en France en 1544, puis en Écosse, et est anobli en 1547 à la bataille de Pinkie Cleugh. Il est élu député pour Wootton Bassett en 1545, et chevalier du comté de Gloucestershire en 1553. Il est promu chevalier de la Jarretière en 1572.
Il est le premier mari de Dorothy Bray, qui, plusieurs années avant leur mariage, en 1546, s'est engagée dans une histoire d'amour à la cour avec William Parr, 1er marquis de Northampton. Chandos et Dorothy ont ensemble cinq fils et une fille.
Chandos est mort en 1573 et est remplacé par son fils aîné Giles et, après la mort de Giles en 1594, par son plus jeune fils, William.